# Мішень, що біжить (фільм, 1991)
«Мішень, що біжить» («Бегущая мишень») — радянський художній фільм 1991 року, знятий режисером Талгатом Теменовим на кіностудії «Казахфільм».

## Сюжет
Історія про те, як зустрілися дві самотні людини — студент Санжар, який ховається від представників влади після студентських хвилювань, і баба Зіна, яка дала йому притулок у будинку, де живе з 1937 року.

## У ролях
- Нонна Мордюкова — баба Зіна (озвучила інша актриса)
- Канат Аханов — Санжар
- Ашир Чокубаєв — головна роль
- Жанат Чайкіна — головна роль
- Раїмбек Сейтметов — роль другого плану
- Гульнара Дусматова — роль другого плану
- Карлигаш Жексенбаєва — роль другого плану
- Касим Жакібаєв — роль другого плану
- Мекен Кисиков — роль другого плану
- Шахідін Альходжаєв — роль другого плану
- Єрболат Оспанкулов — роль другого плану
- Оралбай Галімжанов — роль другого плану
- Нишан Тлеубергенов — роль другого плану
- Баян Єсентаєва — роль другого плану
- Куралай Джунусбекова — роль другого плану
- Айбар Теменов — роль другого плану
- Володимир Даниленко — роль другого плану
- Рауан Шаханов — роль другого плану
- Лариса Безлюдська — роль другого плану
- Петро Хорн — роль другого плану
- Алла Андрєєва — роль другого плану
- Міша Бобліков — роль другого плану
- Володимир Безлюдський — роль другого плану

## Знімальна група
- Режисер — Талгат Теменов
- Сценаристи — Олег Манджієв, Талгат Теменов
- Оператори — Бек Бахтибеков, Анатолій Петрига
- Композитор — Тулеген Мухамеджанов
- Художники — Умірзак Шманов, Марат Іманбергенов, Рустем Абдрашев